# Anglo-israelism
Ango-israelism är en teologisk teori enligt vilken judarna enbart härstammar från Juda och Benjamins stammar medan människor av västeuropeiskt, speciellt anglosaxiskt, ursprung är ättlingar och rättmätiga arvtagare till Israels övriga tio stammar.
I ett brev (Arbroathdeklarationen) till påven i Avignon, daterat den 6 april 1320, hävdar skotska nationalister att det skotska folket härstammar från skyterna och från Israel.
1590 utgav fransmannen M le Loyer en bok med namnet The Ten Lost Tribes Found i vilken han hävdade att de tio förlorade stammarna en gång slagit sig ner på de brittiska öarna och grundat de första civilisationerna där.
1620 påstod engelsmannen Henry Spelman att danskarna tillhörde Dans stam i Bibeln.
En teori som i modern tid tagits upp av nordbor som velat hänföra en del av de förlorade stammarna till Norden.
1649 utgav John Sadler The Rights of the Kingdom som också hävdade britternas judiska ursprung.
Den som på allvar lade grunden för en anglo-israelisk rörelse var historikern John Wilson.
1840 gav han ut boken Our Israelitish Origin och 1874 bildades Anglo-Israel Association i hans hem i London.
Inom 1800-talets väckelserörelser, med milleristiska och sionistiska inslag, fick dessa tankar viss grogrund.